# セブ
セブ市（英語: Cebu City、セブアノ語: Dakbayan sa Sugbo、タガログ語: Lungsod ng Cebu）は、フィリピンのセブ州の州都である。フィリピン国内で人口が5位（ケソン、マニラ、カローカン、ダバオに次ぐ）の大都市である。メトロ・マニラやメトロ・セブを単一の都市と見なせば国内第2位の大都市となり、狭義のセブ市はメトロ・セブの中心地域となっている。また、現代の首都であるマニラよりも古い、フィリピン最初期の植民都市でもある。2010年現在の人口は約87万人。バランガイ数は80。
セブ市は国際線・国内線など多数の航空路線の重要なハブであり、フィリピン中部のビサヤ諸島から南部のミンダナオ島に至る地域の商業、交易、産業の中心地である。近年は観光業と家具製造が盛んなほか、コールセンター業務、ソフトウェア制作など情報産業のアウトソーシング先としても活況を呈している。

## 概要

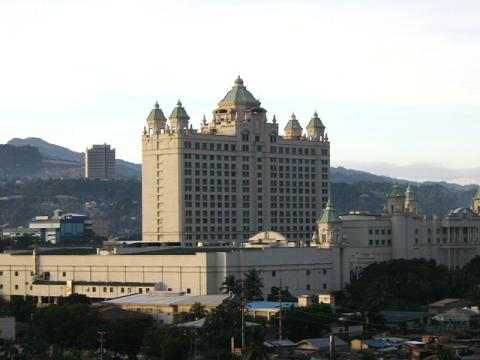
セブ市の山手に建つウォーターフロント・セブ・シティ・ホテル。旧セブ空港跡地の再開発の一環として建てられ、カジノや国際会議場を擁する

市街はセブ島の東海岸に沿って広がっており、マンダウエ市、ラプ＝ラプ市、タリサイ市などの市町を合わせて「メトロ・セブ」と呼ばれる大都市圏をなしている。メトロ・セブ圏の総人口は2,347,096人（2000年国勢調査）であり、メトロ・マニラに次ぐフィリピン第2位の都市圏を形成している。セブ市の沖にあるマクタン島にあるマクタン・セブ国際空港は、セブ市中心部から車で40分のラプ＝ラプ市にある。セブ市の北東はマンダウエ市とコンソラシオン町があり、西は山を越えた西海岸側にトレド市とバランバン町が、南はタリサイ市とミングラニラ町がある。マクタン海峡を越えた東はラプ＝ラプ市のあるマクタン島で、2本の橋でつながっている。
セブ市は観光都市でもある。周辺はビーチ・リゾートが多く、セブ市はその中継点でありショッピング都市にもなっている。セブ市は多くのローマ・カトリックの教会が立ち並び、征服者レガスピが建設したサン・ペドロ要塞など、植民都市の名残が随所に残る。
セブ市は南に海、北に山がある。大きく分けて、植民地時代以来の古い下町である海沿いの地区と、第二次大戦後丘陵地の上に拡大した近代的な山手の地区に分かれている。コロン通りより南の下町には昔ながらの大きな市場カルボンマーケットが港にあるほか、サント・ニーニョ教会、セブ大聖堂、市役所、サン・ペドロ要塞などが集中する。下町から北へオスメーニャ通りを進んだ先にあるオスメーニャ・サークルが山の手の中心で、博物館や州政府、観光客相手の巨大ショッピング・モールや邸宅街が並ぶ。リゾートホテルはセブ市の山手やマクタン島の南東海岸に多数ある。
こうしたフィリピン中南部の文化・交易の拠点であることから『Queen City of the South』（南部の女王都市）の異名がある。

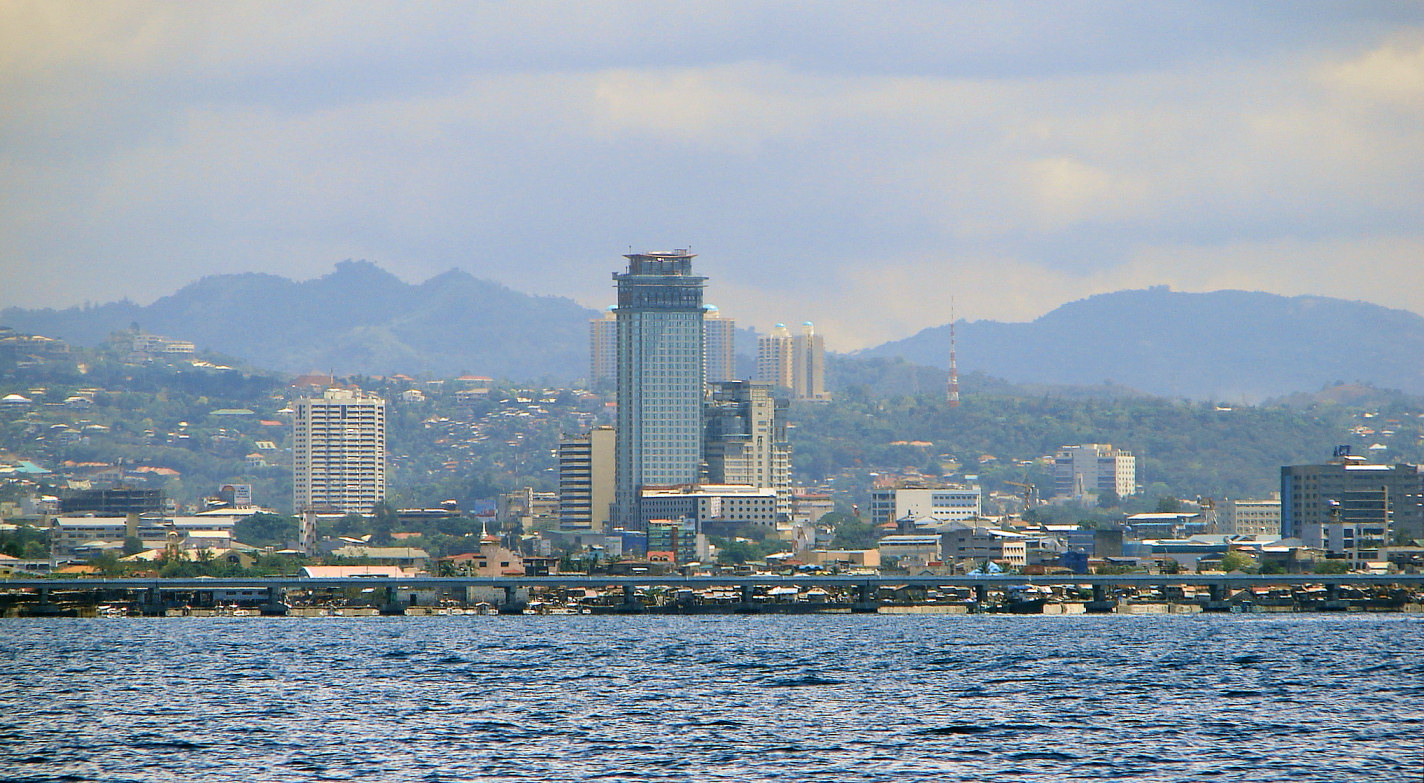
セブの中心部

## 歴史

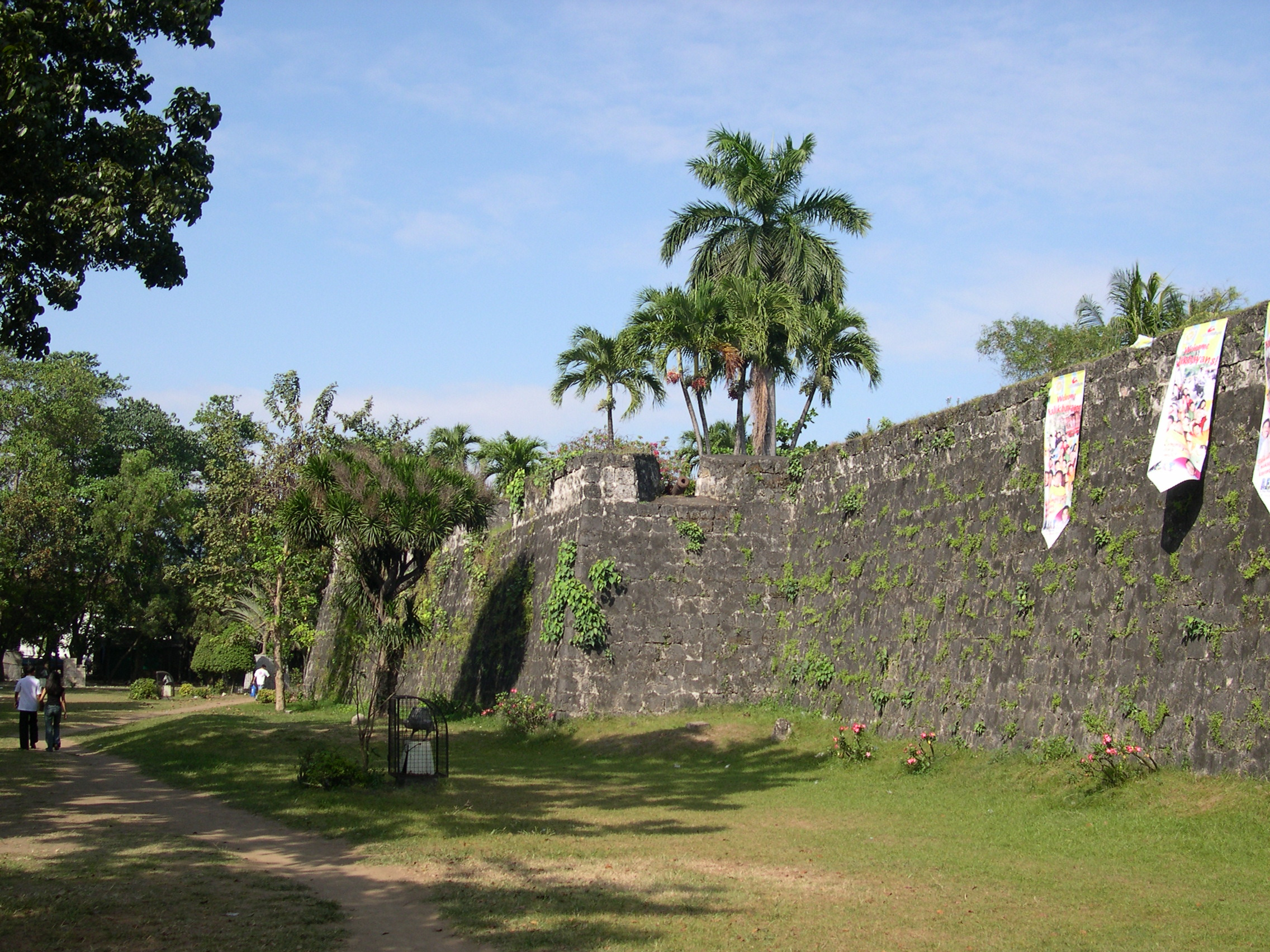
サン・ペドロ要塞

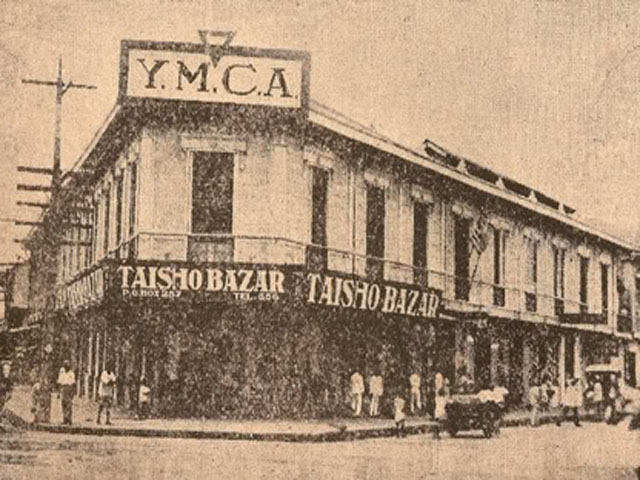
1930年代の市街地。YMCAと日系商店の大正バザール

セブ、またはスグブ (Sugbu) はスペインによる植民地化以前から港町だった。中国（明）のほか東南アジアの多くの国々と取引が行われており、イスラム教も伝わっていた。
1521年4月7日、フェルディナンド・マゼランはセブに上陸した。彼はセブの領主であったラジャ・フマボン (Rajah Humabon) を懐柔した。ラジャ・フマボンとその王妃、住民たちは同年4月14日に洗礼を受け、最初のフィリピンのキリスト教徒となった。マゼランは地元の領主同士の争いに介入してキリスト教に改宗させていったが、この島々をスペイン領として宣言することはできなかった。マゼランに従わない領主ラプ＝ラプとの戦いが隣のマクタン島で4月27日に起こり、討ち死にしたからである。
1565年4月27日、征服者（コンキスタドール）ミゲル・ロペス・デ・レガスピは、兵士たちと聖アウグスチノ修道会およびフランシスコ会からの修道士と共に上陸し、ラジャ・フマボン王の息子、ラジャ・トゥパス王の町を攻撃・占領、フィリピン植民地化の最初の足がかりを築いた。マゼランがサン・ミゲルと改名したセブの町はレガスピによって「ヴィラ・デル・サンティシモ・ノンブレ・デ・ヘスス（Villa del Santisimo Nombre de Jesús、イエスの最も聖なる御名の村）」と再び改名され、マニラが植民地化されるまでの6年の間、セブ市は新しいスペイン植民地の首都であった。彼らはこの海岸に、メキシコとの貿易や現地人との戦争に備えた港湾兼要塞のフエルサ・デ・サン・ペドロ（サン・ペドロ要塞）を建設したが、これは今もセブ市の海岸に残っている。
3世紀の後、1898年6月12日、スペインの支配は倒され独立が宣言されたが、続くアメリカ合衆国の侵入により再び植民地支配が続いた。1901年、セブは町 (municipality) となり1937年2月24日、市 (chartered city) となった。第二次世界大戦では日本軍に占領された後、1945年にはアメリカ軍による奪回が行われ激しい戦場となった。戦後は、地主と小作の対立が激しくゲリラが活動する他の島や都市と比較してセブ市は平穏なため、多くの海外からの工業投資や観光投資を呼び込んでいる。

## 地理
セブ市はフィリピン中部の中部ビサヤ地方セブ州の都市で、南北に細長いセブ島の東海岸中央部に位置している。市域は315km2で、北東でマンダウエ市とコンソラシオン、西でトレド市とバランバン、Asturias、南でタリサイ市とミングラニラに接する。
また、マクタン海峡を挟んだ東にはマクタン島のラプ＝ラプ市が存在しており、そのさらに先にはボホール海峡を挟んでボホール島がある。
年間の平均気温は28℃で、1年を通して明確な雨季は存在しない。
| セブの気候                  | セブの気候   | セブの気候   | セブの気候   | セブの気候   | セブの気候   | セブの気候    | セブの気候    | セブの気候    | セブの気候    | セブの気候    | セブの気候    | セブの気候    | セブの気候       |
| 月                          | 1月          | 2月          | 3月          | 4月          | 5月          | 6月           | 7月           | 8月           | 9月           | 10月          | 11月          | 12月          | 年               |
| --------------------------- | ------------ | ------------ | ------------ | ------------ | ------------ | ------------- | ------------- | ------------- | ------------- | ------------- | ------------- | ------------- | ---------------- |
| 平均最高気温 °C （°F）      | 29.9 (85.8)  | 30.2 (86.4)  | 31.2 (88.2)  | 32.3 (90.1)  | 33.0 (91.4)  | 32.1 (89.8)   | 31.7 (89.1)   | 31.9 (89.4)   | 31.7 (89.1)   | 31.6 (88.9)   | 31.2 (88.2)   | 30.3 (86.5)   | 31.43 (88.58)    |
| 日平均気温 °C （°F）        | 26.8 (80.2)  | 27.0 (80.6)  | 27.8 (82)    | 28.8 (83.8)  | 29.4 (84.9)  | 28.7 (83.7)   | 28.3 (82.9)   | 28.4 (83.1)   | 28.3 (82.9)   | 28.1 (82.6)   | 27.9 (82.2)   | 27.3 (81.1)   | 28.07 (82.5)     |
| 平均最低気温 °C （°F）      | 23.8 (74.8)  | 23.7 (74.7)  | 24.4 (75.9)  | 25.4 (77.7)  | 25.9 (78.6)  | 25.3 (77.5)   | 24.9 (76.8)   | 25.0 (77)     | 24.8 (76.6)   | 24.7 (76.5)   | 24.7 (76.5)   | 24.2 (75.6)   | 24.73 (76.52)    |
| 雨量 mm （inch）            | 78.1 (3.075) | 62.3 (2.453) | 41.5 (1.634) | 29.1 (1.146) | 54.8 (2.157) | 149.9 (5.902) | 157.0 (6.181) | 136.5 (5.374) | 167.3 (6.587) | 148.4 (5.843) | 131.4 (5.173) | 103.8 (4.087) | 1,260.1 (49.612) |
| 出典：Hong Kong Observatory |              |              |              |              |              |               |               |               |               |               |               |               |                  |

## 経済

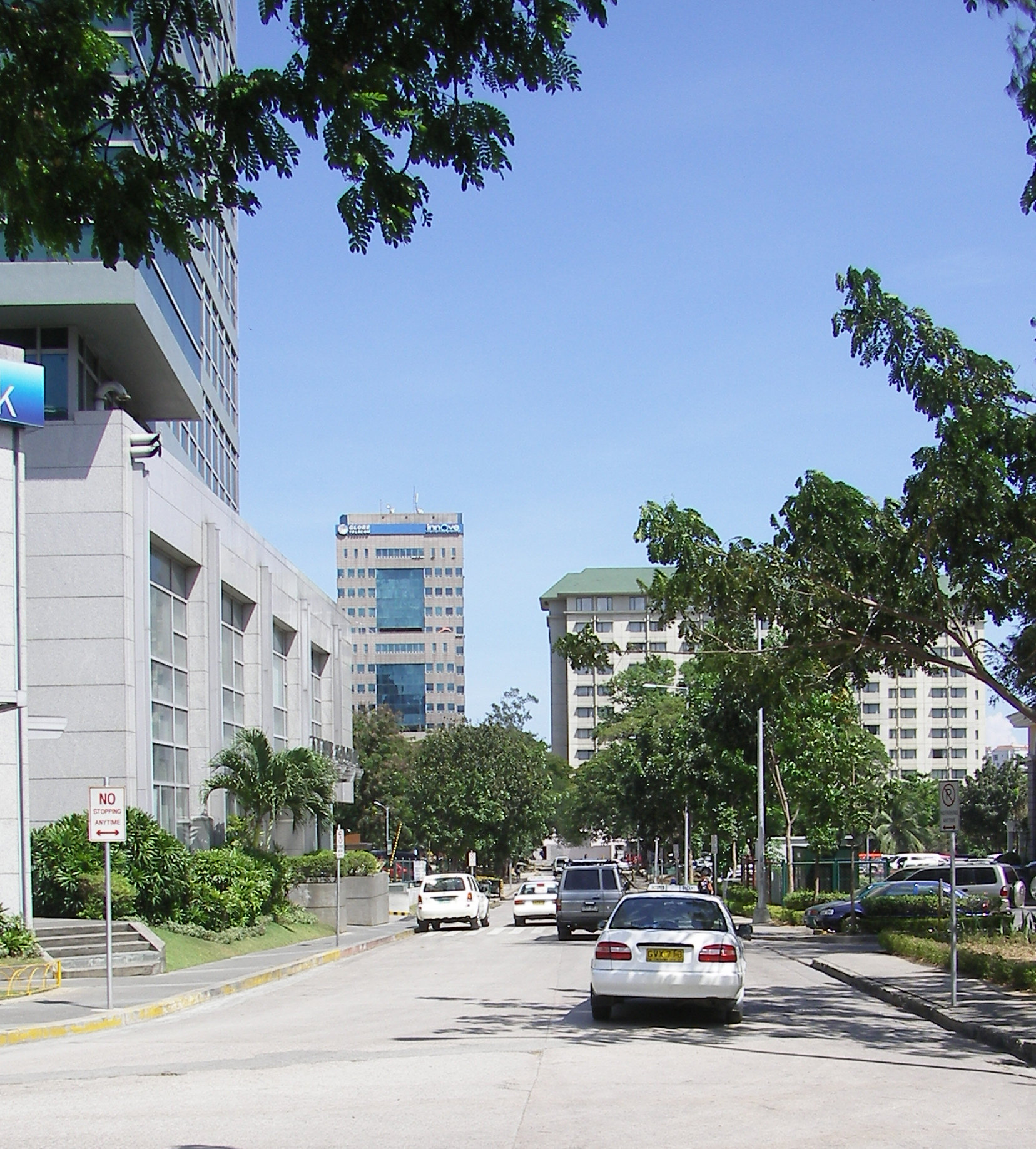
セブ・ビジネス・パーク

セブでは観光産業が盛んである。セブや周辺の島々にはビーチやホテル、ダイビングスポット、遺跡といった観光地が多数存在しており、国内外から多くの観光客が訪れている。またセブはその地理的要因から、フィリピン中部や南部に向かう観光客の陸・海・空のゲートウェイとなっている。
セブ市はフィリピンのビジネス・プロセス・アウトソーシング (BPO) の主なハブでもある。米国系投資アドバイザリー企業Tholons社による2013年の世界のオフショア先ランキング (Top 100 BPO Destinations Report) では、セブ市は8位にランキングしている。 2012年のセブのIT-BPOの収益は、全国合計が130億ドル、前年比18.2%増なのに対して前年比26.9%増となる4億8,400万ドルであった。
セブ・ビジネス・パークとセブITパークからなるセブ・パーク・ディストリクトには、金融やIT、観光業といった様々な業種の企業の本拠地が置かれている。

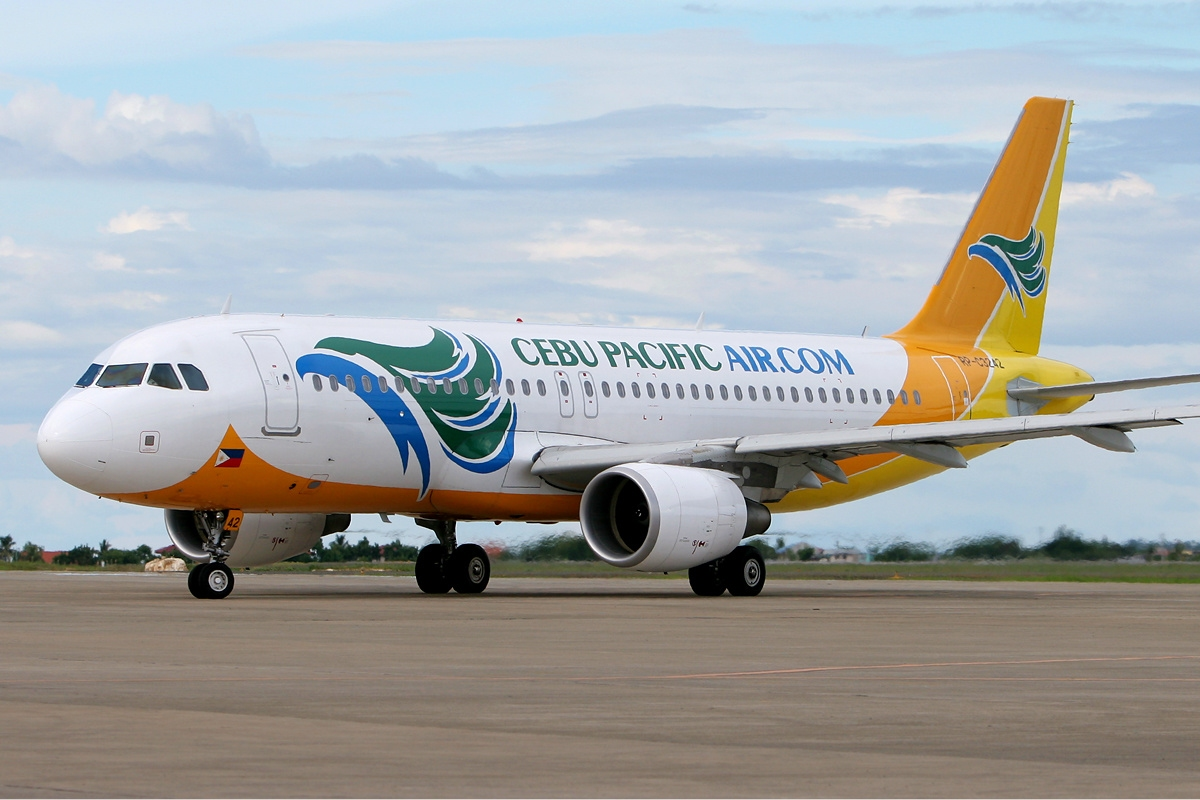
セブパシフィック航空のエアバスA320

フィリピンの造船業は2012年現在世界第4位の建造量を誇り、セブの造船会社では7万トン (DWT) を超えるばら積み貨物船や高速艇も建造されている。セブ市とは山を挟んだ反対側の海岸にあるバランバン市には、日本の広島県に本拠を置く常石造船が1994年に造船所を開き、同社の主力工場となっているほか、オーストラリアの高速船メーカーのオースタルもバランバン市に大規模な工場を置いている。
セブパシフィック航空はセブを本拠地とする航空会社で、同社は2008年、世界の航空会社の中で最も高い成長率を記録した。 同社の2007年の乗客数は約550万人で、これは前年比57.4%増という高い数値であった。 2011年1月6日、セブパシフィックはマニラ-北京便で累計5000万人の乗客数を達成しており、同社は2015年の1億人到達を目標としている。 将来的には中東やアメリカ、オーストラリア、それにヨーロッパへの路線拡大を目指している。
2012年に18.8%の成長をみせた不動産業は、セブで最も急激な成長を遂げている産業である。強い経済指標と投資家の支持から、さらなるコンドミニアム計画やハイパーマーケットの建設が進められている。
市の南では、South Road Properties (SRP) と呼ばれる300ヘクタールの再開発計画が進められている。

## インフラ

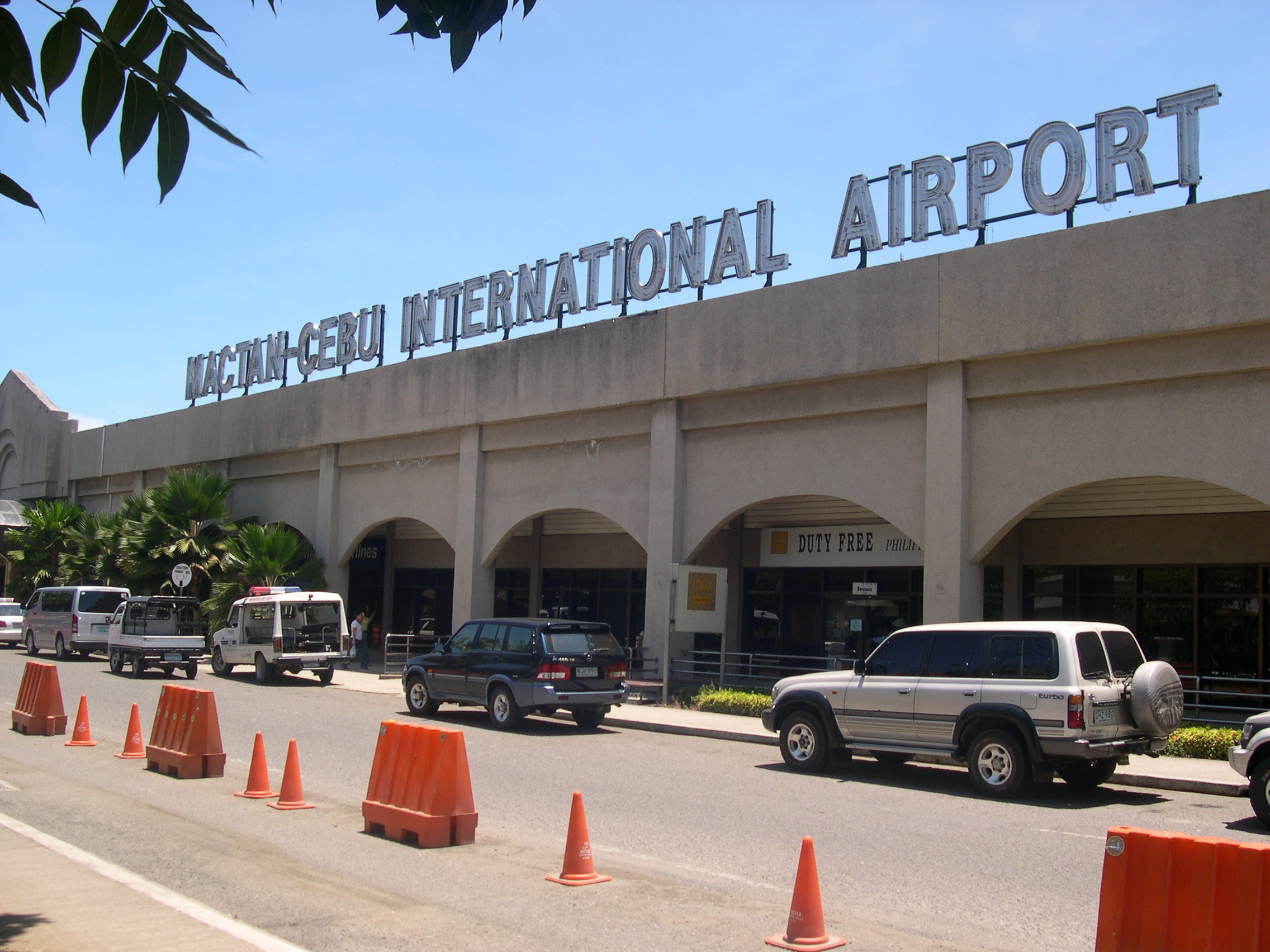
マクタン・セブ国際空港

セブ市の空の玄関は、隣接するラプ＝ラプ市に位置するマクタン・セブ国際空港である。同空港からはフィリピン国内各地に加え、香港、マレーシア、シンガポール、タイ、日本、中国、韓国といったアジア各地へと直行便が設けられている。2018年には新しいターミナル、滑走路が完成。免税店なども拡充されて利便性が大幅に拡充された。 セブには多数の国際線や貨物便が就航しており、さらに首都マニラのニノイ・アキノ国際空港を経由することで、世界各地へと結ばれている。市の電力の大半は、ビサヤ諸島の多くの島々と同様、レイテ島の地熱発電により賄われている。石炭火力発電所も存在するが、これらは環境への影響から議論となっている。新たな石炭火力発電所が建設されており、完成後は市を既存の電力ネットワークから独立させることが想定されている。
セブには国内／国際港があり、セブ港湾庁 (Cebu Port Authority) により管理されている。港は約3.5kmにも渡る係留スペースとともに市の海岸線の大きな範囲を占めており、ビサヤ諸島やミンダナオ島を巡る航路の80%以上がセブを拠点としている。

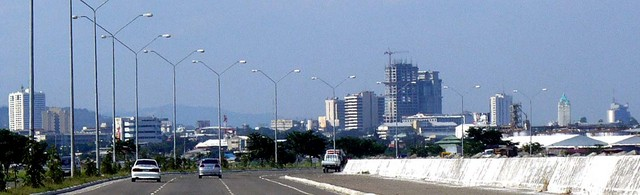
サウス・ロードから見たセブのスカイライン

South Road Properties (SRP) は、セブのセントラル・ビジネス・ディストリクトの沿岸部で進められている広さ300ヘクタールの再開発計画である。この再開発は、娯楽施設や住居、ビジネスといった様々な目的に進められている。 計画はフィリピン経済区庁 (PEZA) の下、日本の国際協力銀行 (JBIC) の資金により進められている。 SRPにはセブ海岸道路と呼ばれる12kmの4車線道路が走っており、路上からはセブの南海岸とボホール島を眺めることができる。
通信環境としてはブロードバンド回線とワイヤレスインターネット接続が利用可能であり、大手通信会社によるサービスが提供されている。
1990年代にはInayawan埋立処分場が建設され、市のゴミ問題が緩和された。しかし、同処分場も限界が近づいており、州政府は新たにメトロ・セブの北部と南部に計2つの処分場を建設することを計画している。2005年6月、市は法律によりゴミの分別を義務付けた。
公共交通機関としては、市街ならびに都市圏全域でジープニー、バス、それにタクシーが運行されている。市では、市内とマンダウエやラプ＝ラプ、タリサイといった近隣都市との間の交通を改善するために、バス高速輸送システム (BRT) の導入が可能かの調査を進めている。これはマニラ首都圏のマニラ・ライトレール・トランジット・システムと同様の発想によるものだが、よりコストが抑えられている。BRTはラテン・アメリカで広く導入されており、現在ではアメリカやオーストラリア、インドネシアにも広がっている。計画では、セブ・ビジネス・パークならびにNorth Reclamation Area、South Road Properties、マクタン・セブ国際空港を通る路線が考えられている。

## 文化

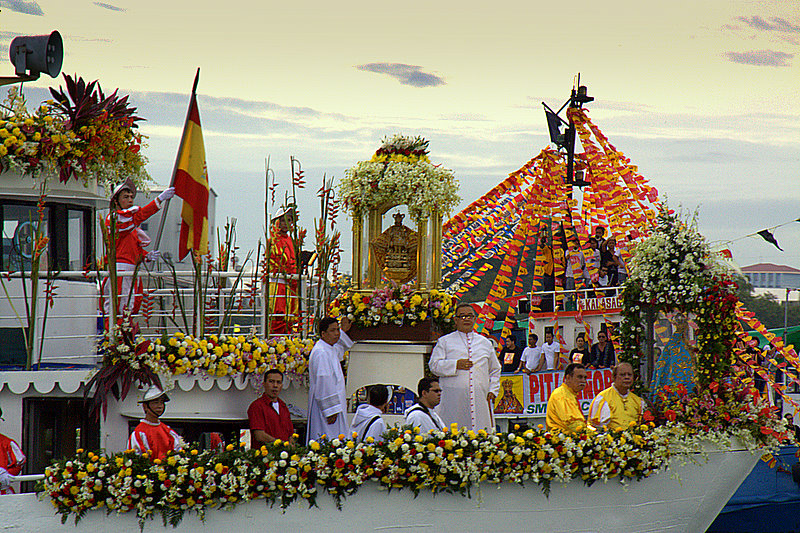
シヌログの祭り

セブ市はフィリピンの宗教・文化の中心の一つである。町の一番のシンボルは「マゼランクロス」である。触ろうという人が多すぎて今は八角形の聖堂がかぶせられているが、フェルディナンド・マゼランが世界一周航海の途中、1521年にフィリピン諸島に上陸したのがここで、その際地元の領主ラジャ・フマボンとその王妃、400人ほどの住民がキリスト教の洗礼を受けたという。その際に王妃にサント・ニーニョ像（幼きイエスの像）が贈られており、これが今セブの守護聖人になっている。サント・ニーニョ像を記念した教会であるサント・ニーニョ教会を中心に、1月の第三日曜日には通りをダンサーらが練り歩く盛大なシヌログの祭典が催され、観光客も多く訪れている。
セブの人々はセブアノと呼ばれ、オーストロネシア人、中国人、日本人、スペイン人などの子孫である。うち中国系フィリピン人はスペインによる植民地時代に福建省からやってきて地元民と混血し商業に携わった。19世紀以降も絶えず中国から新しく移民する人がセブに流入している。セブでは中国人（華人）は数世紀にわたり政治的・経済的に大きな役割を果たしており、メトロ・セブの高級住宅地を占め、セブ人のほとんどは大なり小なり中国系の血が入っている。近年は韓国人が7万人ほどが住み（セブの韓国総領事館による）、少数派民族の中では中国人をのぞいて最大の集団となった。
セブアノ語（ビサヤ語）がメトロ・セブのもっとも一般的な言語であり、教育やビジネスの場では英語が使われている。また教育の場では国語としてフィリピン語（タガログ語）を習うため、セブ人はタガログ語も話すことができる。その他、ビサヤ諸島の言語（ワライ語、イロンゴ語など）を理解する人もいる。華人の間では、アモイ周辺の閩南語方言を元にフィリピンで変化したランナン語（咱儂話）も話される。
宗教はキリスト教、とくにカトリック教会とプロテスタントが主流であるが、ミンダナオ島から来たマラナオ人らの間ではイスラム教が信仰される。華人には仏教や道教を、インド人にはヒンドゥー教を信仰する者もおり、セブの山手の邸宅街には大きな道教寺院が建つ。

## 教育
セブはフィリピン最古級の学校も含め、マニラに次ぐ高等教育の集積がある。サンカルロス大学、フィリピン大学セブ校、サンホセレコレトス大学、セブ大学、マニラ以外では初の医学部を設置したサウスウェスタン大学、セブ師範大学などが名門であり、ほかビサヤ大学、セブ医科大学（ヴェレス・カレッジ）、セブ工科大学、アジア技術大学も評価が高い。フィリピンの中部（ビサヤ）と南部（ミンダナオ）の多くの学生がメトロ・セブの大学へ進学する。また韓国人の児童や生徒が基礎の英語を学ぶため、イラン人学生が薬学を学ぶため多数メトロ・セブに住む。
昨今は日本人の語学留学先としても人気が高く、従来からある韓国資本のみならず日本資本の語学学校も多く設立されている。

## 史跡・観光
スペイン統治の名残でキリスト教の教会、スペイン統治時代の要塞、港町らしい巨大市場、博物館などがある。
- サン・ペドロ要塞

海に面する砦で、スペイン統治時代の1738年、イスラムの海賊からの防御を目的に建造された。マニラのイントラムロスと並びフィリピン最古の要塞である。後のアメリカ統治時代には兵舎として、第2次世界大戦時には日本軍による捕虜収容所として使用された。
- マゼランクロス

マゼランが1521年に造ったといわれる大きな木製の十字架。現在は六角堂に収められている。フィリピンにおけるキリスト教の第一歩となる。十字架を煎じて飲むと病に効くと信じられ、持ち帰るものが後を絶たなかったため、現在は固い木で作ったカバーに覆われている。
- サン・カルロス大学博物館
- 道教寺院
- カルボンマーケット
- ビバリー・ヒルズ
- ガサ・ゴロルド博物館
- ヤップ・サンディエゴ・アンセストラル・ハウス
- オスメニャ記念館

## 姉妹都市
- 厦門、中華人民共和国
- シアトル、アメリカ合衆国
- ハールレメルメール、オランダ
- 麗水、大韓民国
- 高雄、中華民国
- パラマタ、オーストラリア